# Kotka

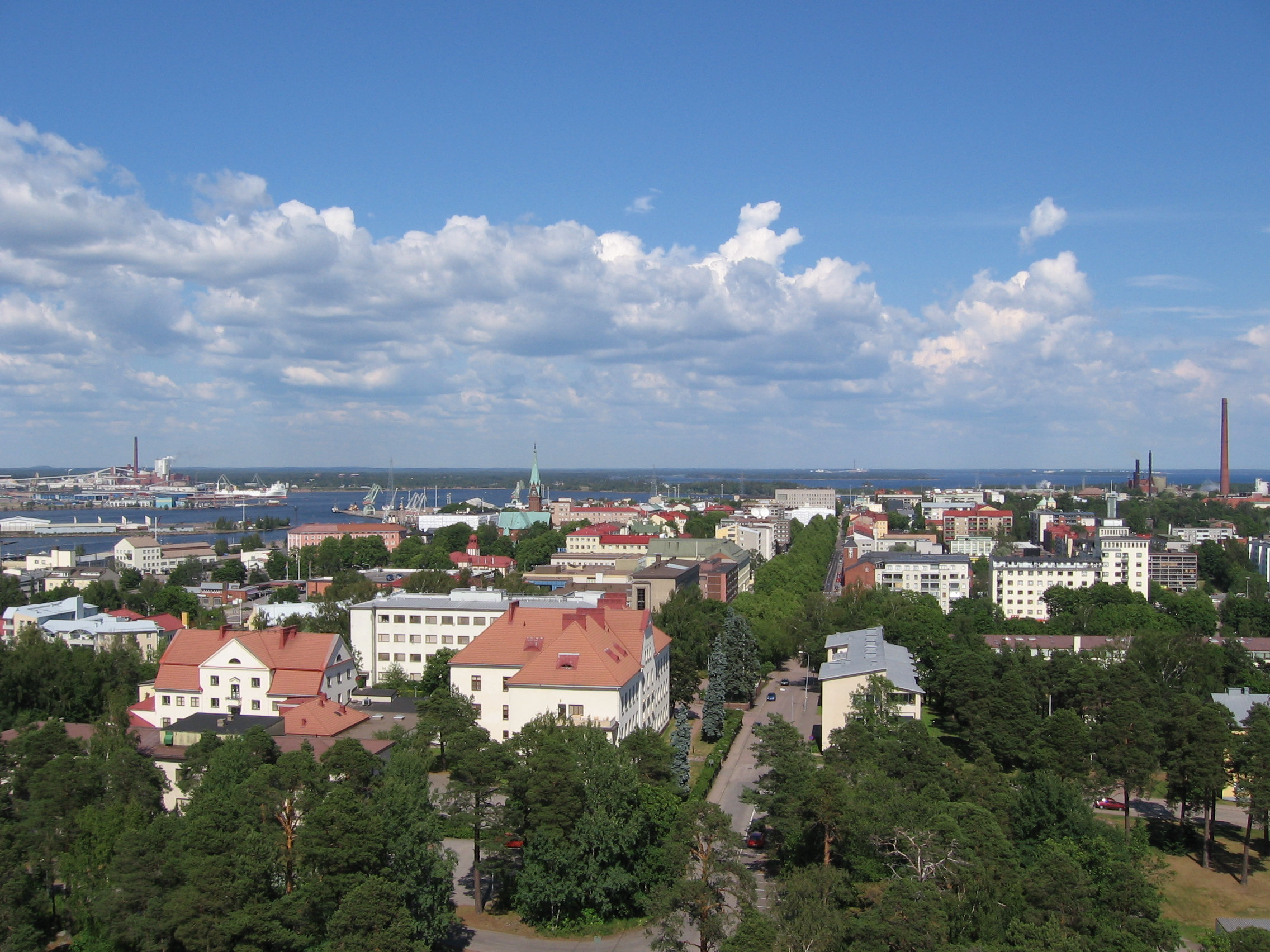
Kotka belvárosa

Kotka (finnül: sas) finnországi város és önkormányzat.
Dél-Finnországban található, a Kymenlaakso régióban. A város lakossága 54 860 fő, területe 750 km², ebből 478 km²-t víz borít. Népsűrűsége 204 fő/km².
A területen a hivatalos statisztikák szerint kizárólag finn nyelvűek élnek.

## Történelme
A középkor folyamán Kotka fontos kereskedelmi központ volt a viking kereskedők útvonalán. 1790-ben az oroszok egy erődöt építettek, amely Finnország 1809-es elfoglalásakor jelentősége egy részét elvesztette. Magát a várost hivatalosan II. Sándor orosz cár alapította 1878-ban.
Mivel a város a faanyag egyik fontos szállítási útvonala mentén helyezkedik el, a Kymi folyó torkolatánál, a város ipara és kereskedelme a fa feldolgozására és eladására alapozódott. Jelenleg a Finnországból exportált fa jelentős része innen indul útjára.